# August Tiemann
August Tiemann (* 7. Mai 1895 in Meiersfeld bei Detmold; † 15. Juli 1982 ebenda) war ein deutscher Futterbauwissenschaftler.

## Leben und Wirken
Tiemann, Sohn eines Landwirts, studierte Landwirtschaft an der Universität Halle und promovierte dort 1921 mit einer Dissertation aus dem Gebiet der Phytopathologie. Von 1929 bis 1945 leitete er als Direktor und Professor das Institut für Grünlandwirtschaft und Futterbau in Kraftborn bei Breslau. Hier erwarb er sich durch wegweisende Arbeiten auf den Gebieten des Feldfutterbaus, der Futterkonservierung und der Futterpflanzenzüchtung hohes Ansehen in der Fachwelt. 1947 kehrte er auf den elterlichen Hof nach Meiersfeld zurück. Von 1949 bis 1960 konnte er als Mitarbeiter bei der Landwirtschaftskammer Westfalen-Lippe auf dem Versuchsgut Johannettental seine futterbaulichen Forschungsarbeiten fortführen.

## Schriften (Auswahl)
- Der Zwischenfruchtbau. Berlin 1936, 2. Aufl. 1938, 3. Aufl. 1940 = Arbeiten des Reichsnährstandes Bd. 9.
- Die Hirsen (gemeinsam mit E. Kaempffer). Berlin 1941 = Arbeiten des Reichsnährstandes Bd. 70.
- Zwanzig Jahre im Dienst des Futtersamenbaues und der Zucht von Futterpflanzen. In: Kühn-Archiv Bd. 60, 1944, S. 337–346.
- Feldfutter- und Zwischenfruchtbau. In: Handbuch der Landwirtschaft Bd. 2, Berlin und Hamburg 1953, S. 388–476.